# Broeksterwâld
Broeksterwâld (en néerlandais : Broeksterwoude) est un village de la commune néerlandaise de Dantumadiel, dans la province de Frise.

## Géographie
Le village est situé dans le nord de la Frise, à 6 km au sud de Dokkum.

## Démographie
Le 1er janvier 2018, le village comptait 1 205 habitants.